# Julus (djur)
Julus är ett släkte av mångfotingar som beskrevs av Carl von Linné 1758. Julus ingår i familjen kejsardubbelfotingar.

## Dottertaxa tillJulus, i alfabetisk ordning[1][2]
- Julus acriculus
- Julus adensameri
- Julus albovitattus
- Julus anguinus
- Julus appendiculatus
- Julus araneoides
- Julus atticus
- Julus bahiensis
- Julus baldensis
- Julus balearicus
- Julus barbatus
- Julus barroisi
- Julus belgicus
- Julus bertkaui
- Julus bicuspidatus
- Julus bioculatus
- Julus birmanicus
- Julus bjelasnicensis
- Julus blainvillei
- Julus blaniuloides
- Julus brandti
- Julus braueri
- Julus brevicornis
- Julus burkei
- Julus caesar
- Julus caesius
- Julus capensis
- Julus carnifex
- Julus carpathicus
- Julus caucasicus
- Julus cavicola
- Julus ceilanicus
- Julus chilensis
- Julus cibdellus
- Julus ciliatus
- Julus colchicus
- Julus conformis
- Julus cornutus
- Julus curiosus
- Julus curvicornis
- Julus dalmaticus
- Julus dalmatinus
- Julus dentatus
- Julus dietli
- Julus distinctus
- Julus dubius
- Julus erythropareidus
- Julus fasciatus
- Julus ferrugineus
- Julus filicornis
- Julus flavofasciatus
- Julus flavotaeniatus
- Julus florissantellus
- Julus foetidissimus
- Julus fontisherculis
- Julus frisius
- Julus frondicola
- Julus fucatus
- Julus furcifer
- Julus gangelbaueri
- Julus garumnicus
- Julus ghilarovi
- Julus gilvolineatus
- Julus gracilicornis
- Julus gracilis
- Julus graciliventris
- Julus grandis
- Julus granulatus
- Julus guerinii
- Julus haitensis
- Julus hungaricus
- Julus inconspicuus
- Julus insignis
- Julus insulanus
- Julus insularum
- Julus intermedius
- Julus karschi
- Julus kraepelinorum
- Julus krueperi
- Julus kubanus
- Julus laetedorsalis
- Julus laeticollis
- Julus lapidarius
- Julus laticollis
- Julus latzelii
- Julus laurorum
- Julus lividus
- Julus lusitanicus
- Julus marcgravii
- Julus matulici
- Julus matulicii
- Julus meinerti
- Julus melancholicus
- Julus melanopygus
- Julus moebiusi
- Julus molleri
- Julus nigritarsis
- Julus nivicomes
- Julus occidentalis
- Julus occultus
- Julus oliveirae
- Julus otomitus
- Julus ovale
- Julus pachysoma
- Julus piceus
- Julus porathi
- Julus postsquamatus
- Julus propinquus
- Julus pubescens
- Julus punicus
- Julus rasilis
- Julus rimosus
- Julus rotundatus
- Julus ruber
- Julus ruficeps
- Julus scandinavius
- Julus scanicus
- Julus silvivagus
- Julus spinosus
- Julus steini
- Julus subalpinus
- Julus subuniplicatus
- Julus surinamensis
- Julus tarascus
- Julus terrestris
- Julus tirolensis
- Julus tonginus
- Julus trigonyger
- Julus triplicatus
- Julus tussilaginis
- Julus walckenaerii
- Julus validus
- Julus vieirae